# Heimberg (Wolfshagen)

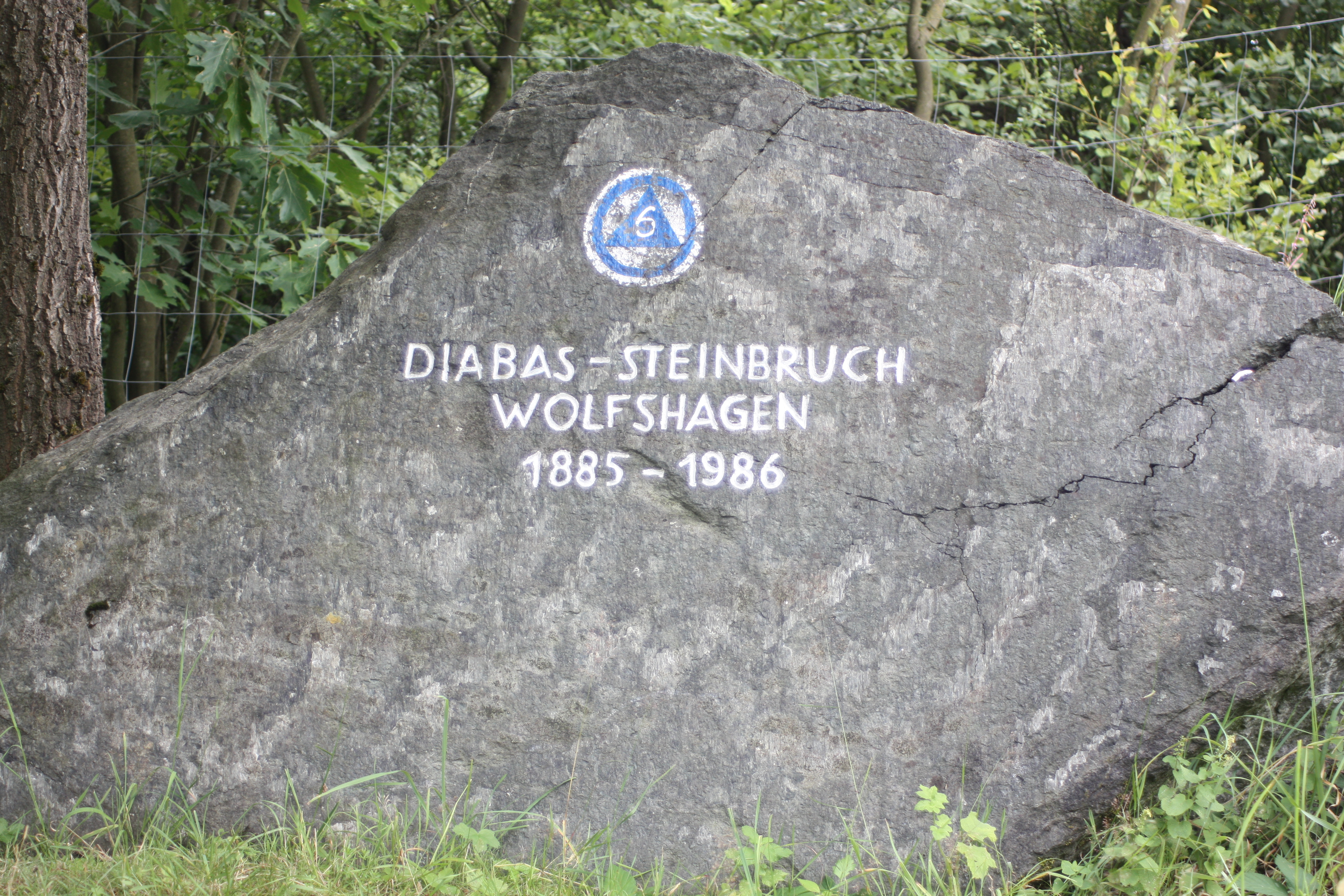
Diabas Steinbruch Wofshagen

Der Heimberg bei Wolfshagen im Harz ist eine 352,5 m ü. NHN hohe Erhebung des Westharzes im gemeindefreien Gebiet Harz des Landkreises Goslar, Niedersachsen.

## Geographische Lage
Der Heimberg liegt innerhalb des Oberharzes im Westteil des Naturparks Harz. Er befindet sich nordöstlich vom Ortskerns des am Grane-Zufluss Töllebach gelegenen Wolfshagen im Harz zwischen dem rund 2 km westlich liegenden Innerstestausee und dem etwa 2,3 km südöstlich befindlichen Granestausee.

## Steinbruch und Wandern
Östlich des Heimberggipfels befindet sich ein aufgelassener Diabas-Steinbruch, in dessen Gruben sich eine Seenlandschaft gebildet hat. Am etwa 3,3 km langen Rundweg um den Steinbruch, dem Heimbergsweg, bzw. an Stichwegen befinden sich mehrere Aussichtspunkte, von denen der Blick auf Felsen und Seen fällt; ein Stichweg führt zum Aussichtspunkt Panoramablick bei Wolfshagen. Der Heimberg ist als Nr. 109 in das System der Stempelstellen der Harzer Wandernadel einbezogen; der Stempelkasten (⊙) befindet sich an einem Aussichtspunkt nördlich oberhalb des Steinbruchs.